# Hyperechia albifasciata
Hyperechia albifasciata är en tvåvingeart som beskrevs av Günther Enderlein 1930. Hyperechia albifasciata ingår i släktet Hyperechia och familjen rovflugor. Inga underarter finns listade i Catalogue of Life.